# 偉大なる復活
『偉大なる復活』（Before the Flood）は、1974年のボブ・ディランとザ・バンドのツアーを記録し、同年にリリースされたライブ・アルバム。ビルボード200チャートで最高3位、全英アルバム・チャートで8位を記録した。
RIAAによりプラチナ・ディスク認定されている。

## 解説
アルバムの原題 Before the Flood は、イディッシュ語の作家ショーレム・アッシュの小説 Farn Mabul から取られたとも言われている。ショーレム・アッシュの息子モー・アッシュ（Moe Asch）は、ディランに大きな影響を与えたフォークウェイズ・レコード（Folkways Records）の創設者であり、個人的にも関係があった。
アサイラム・レコード（日本ではワーナー･パイオニア）よりリリースされたアルバムであるが、『プラネット・ウェイヴズ』（1974年）と同様に、1981年以降はコロムビア・レコード（日本では現ソニー・ミュージック）よりリリースされている。

## 収録曲
特記なき楽曲はボブ・ディラン作詞・作曲

### Side 1
1. 我が道を行く - Most Likely You Go Your Way (And I'll Go Mine) – 4:15
2. レイ・レディ・レイ - Lay Lady Lay – 3:14
3. 雨の日の女 - Rainy Day Women #12 & 35 – 3:27
4. 天国への扉 - Knockin' on Heaven's Door – 3:51
5. 悲しきベイブ - It Ain't Me, Babe – 3:40
6. やせっぽちのバラッド - Ballad of a Thin Man – 3:41

### Side 2
1. クリップル・クリーク - Up on Cripple Creek – 5:25
  - 作詞・作曲: ロビー・ロバートソン – 3:50
2. アイ・シャル・ビー・リリースト - I Shall Be Released
3. エンドレス・ハイウェイ - Endless Highway – 5:10
  - 作詞・作曲: ロバートソン
4. オールド・ディキシー・ダウン - The Night They Drove Old Dixie Down – 4:24
  - 作詞・作曲: ロバートソン
5. ステージ・フライト - Stage Fright – 4:45
  - 作詞・作曲: ロバートソン

### Side 3
1. くよくよするなよ - Don't Think Twice, It's All Right – 4:36
2. 女の如く - Just Like a Woman – 5:06
3. イッツ・オールライト・マ - It's Alright, Ma (I'm Only Bleeding) – 5:48
4. ザ・シェイプ・アイム・イン - The Shape I'm In – 4:01
  - 作詞・作曲: ロバートソン
5. ホエン・ユー・アウェイク - When You Awake – 3:13
  - 作詞・作曲: リチャード・マニュエル／ロバートソン
6. ザ・ウェイト - The Weight – 4:47
  - 作詞・作曲: ロバートソン

### Side 4
1. 見張塔からずっと - All Along the Watchtower – 3:07
2. 追憶のハイウェイ61 - Highway 61 Revisited – 4:27
3. ライク・ア・ローリング・ストーン - Like a Rolling Stone – 7:09
4. 風に吹かれて - Blowin' in the Wind – 4:30

## パーソネル

### 参加ミュージシャン
- ボブ・ディラン - ギター、ハーモニカ、ピアノ、ボーカル
- ロビー・ロバートソン - ギター、ボーカル
- リック・ダンコ - ベース・ギター、フィドル、ボーカル
- ガース・ハドソン - ローリー・オルガン、クラビネット、ピアノ、キーボード、サックス
- リチャード・マニュエル - ピアノ、エレクトリック・ピアノ、オルガン、ドラムス、ボーカル
- リヴォン・ヘルム - ドラムス、マンドリン、ボーカル

### 制作スタッフ
- ボブ・ディラン＆ザ・バンド - プロデューサー
- フィル・ラモーン - レコーディング・エンジニア
- Rob Fraboni - レコーディング＆ミキシング・エンジニア
- Nat Jeffrey - ミキシング・エンジニア

## リリース
日本
| 日付          | レーベル                         | フォーマット | カタログ番号     | 付記                                                 |
| ------------- | -------------------------------- | ------------ | ---------------- | ---------------------------------------------------- |
| 1974年6月     | アサイラム／ワーナー・パイオニア | 2LP          | P-5138Y･5139Y    |                                                      |
| 1982年        | CBSソニー                        | 2LP          | 36AP 2348･2349   |                                                      |
| 1987年8月26日 | CBSソニー                        | 2CD          | 48DP 1026･1027   | CBS CD ROCK 100                                      |
| 1991年12月1日 | ソニー                           | 2CD          | SRCS 6165･6166   | NICE PRICE LINE                                      |
| 2009年5月27日 | ソニー                           | 2CD          | SICP-2008･2009   | 2008年デジタル・リマスター、紙ジャケ、完全生産限定盤 |
| 2009年9月30日 | ソニー                           | 2Blu-spec CD | SICP-20225･20226 |                                                      |